# Ternengo

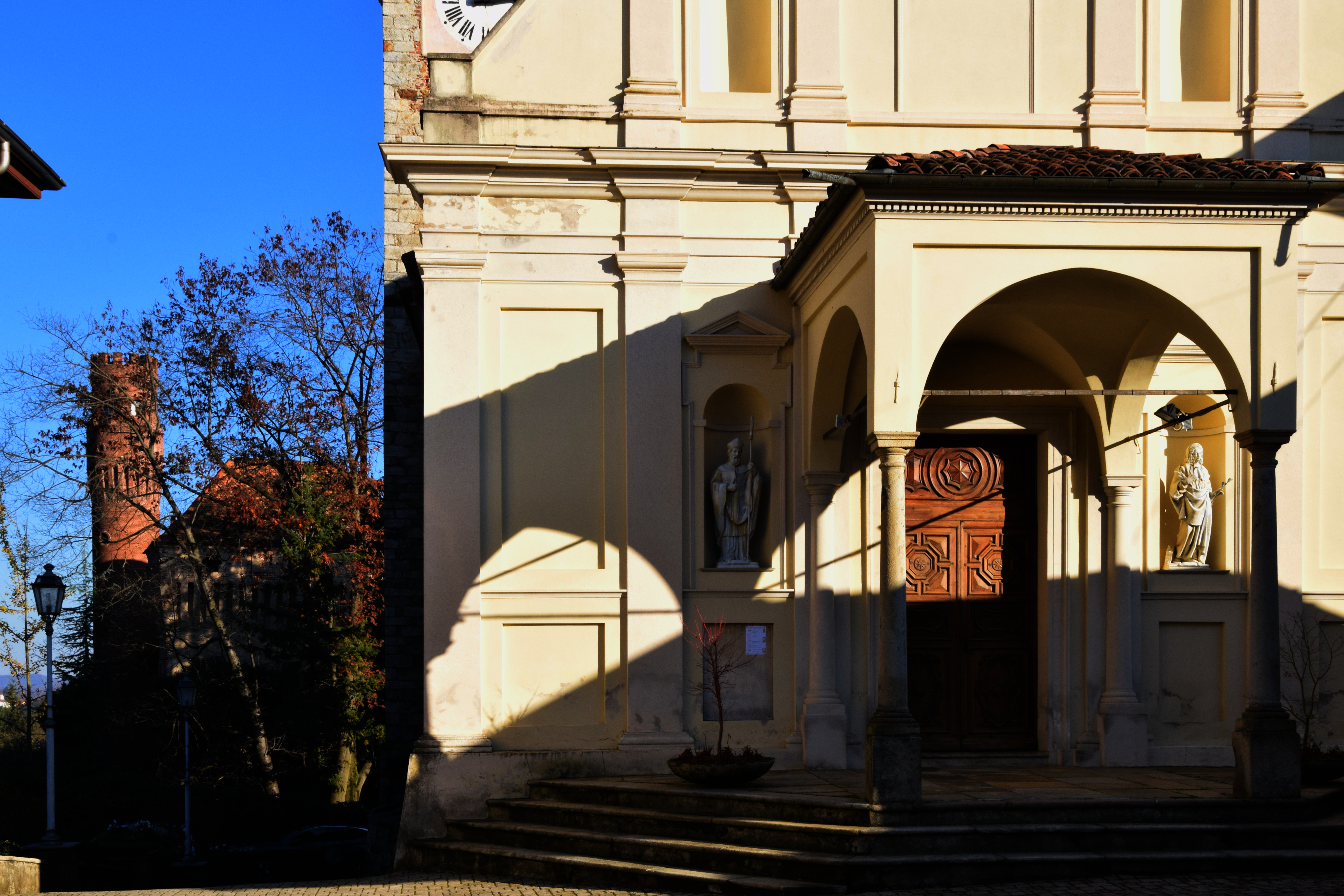
Parrocchiale di Sant'Eusebio

Ternengo (Tërnengh in piemontese) è un comune italiano di 259 abitanti della provincia di Biella in Piemonte.

## Geografia fisica
Il territorio comunale si estende sulle colline del Biellese centrale per circa 2 km in senso est-ovest e per meno di 1,5 km da nord a sud; la quota altimetrica varia dai circa 560 metri nei pressi del confine con Pettinengo ai poco più di 300 m che si toccano al confine con Piatto. Il centro comunale è situato a sud-est del Bric Moncucco (533 m s.l.m.) e nei pressi dello stesso si trovano le frazioni Canei, Serracuta e Villa; un po' più discosta verso sud-est sorge invece Valsera (387  m s.l.m.).
Idrograficamente il comune è compreso nel bacino del torrente Quargnasca.

## Origini del nome
Il suffisso -engo ne indicherebbe l'origine longobarda'. Nella documentazione medioevale il paese viene citato nella forma Ternengus.

## Storia

### Simboli
(D.P.R. del 16 luglio 1985)
Nella parte superiore dello scudo è raffigurato il castello di Ternengo. Le fasce rosse e oro sono riprese dal blasone della famiglia Avogadro del ramo di Valdengo che furono feudatari del luogo assieme ai Signori di Buronzo.

## Monumenti e luoghi d'interesse

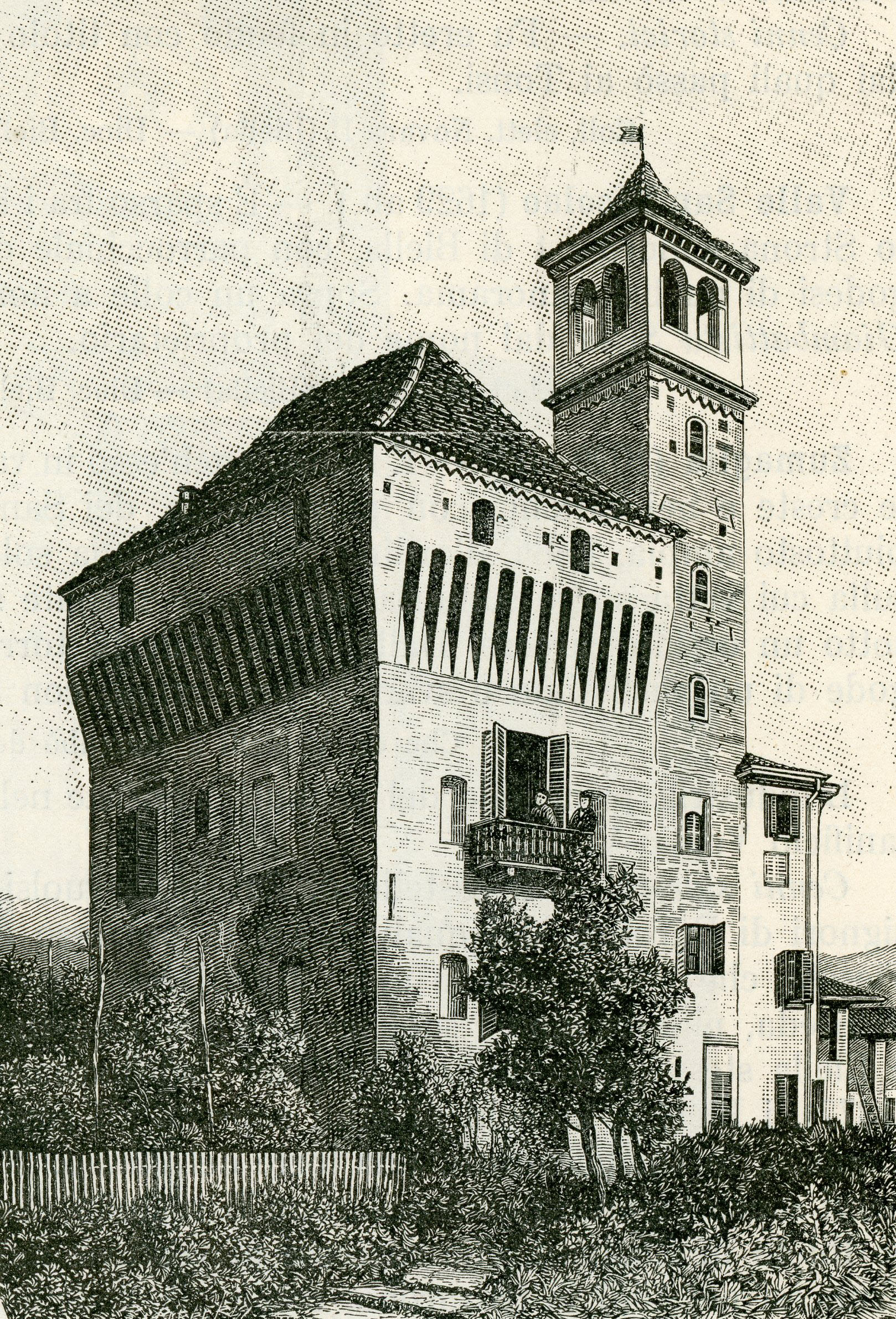
Il castello in una xilografia del 1890

- Castello degli Avogadro: costruito nel corso del XIII secolo  esso fu ristrutturato verso la fine dell'Ottocento subendo notevoli trasformazioni.[5]
- Chiesa parrocchiale di Sant'Eusebio: è una chiesa di antiche origini che deve la sua attuale conformazione ad un rifacimento del XVII secolo.[5]

## Società

### Evoluzione demografica
Abitanti censiti

## Amministrazione

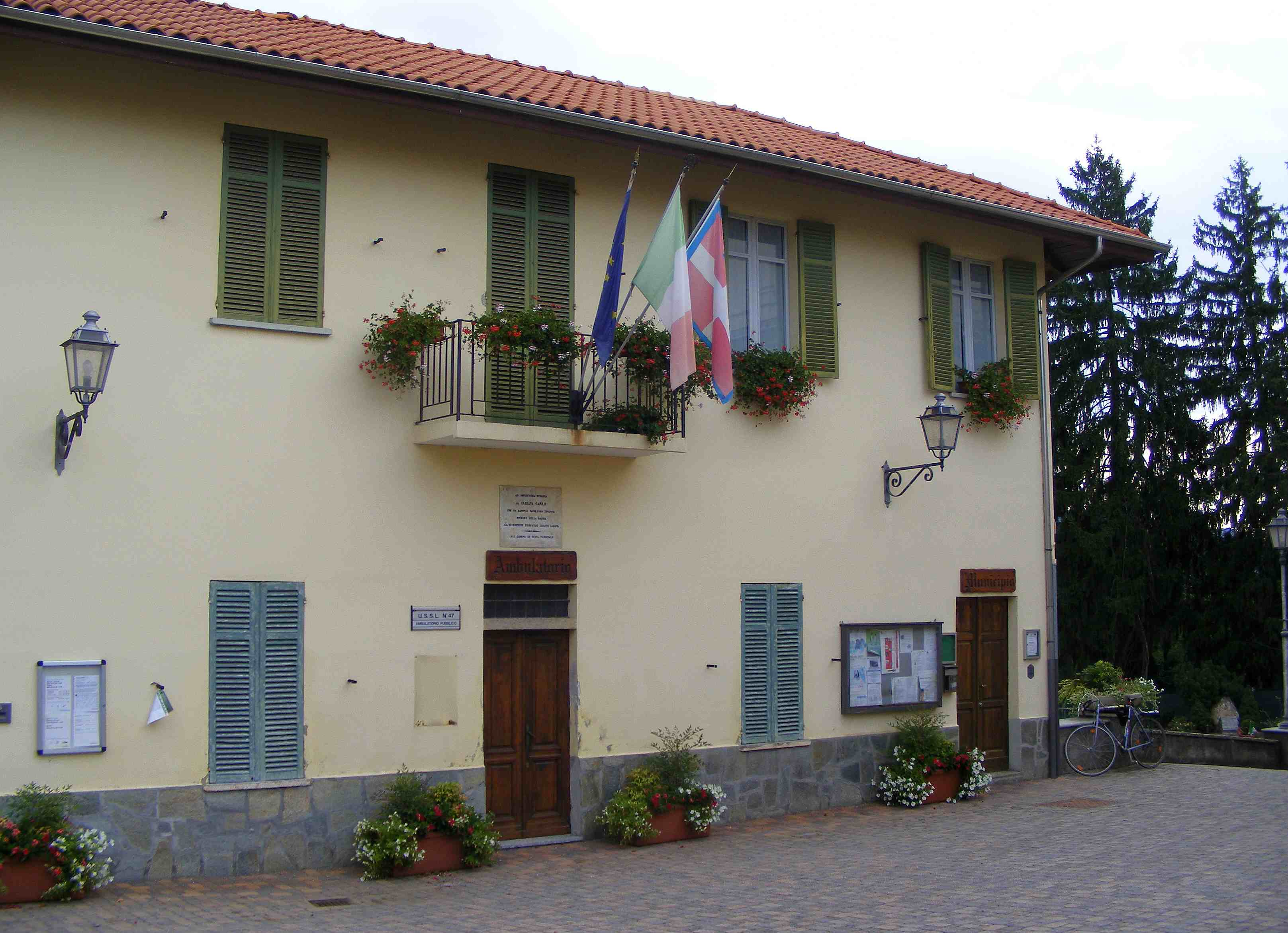
Il municipio

| Periodo | Periodo   | Primo cittadino      | Partito                            | Carica  | Note |
| ------- | --------- | -------------------- | ---------------------------------- | ------- | ---- |
| 2003    | 2008      | Aldo Sega            | lista civica                       | Sindaco |      |
| 2008    | 2023      | Francesco Vettoretto | lista civica Verso il futuro       | Sindaco |      |
| 2023    | In carica | Luigi Russo          | lista civica Ternengo per passione | Sindaco |      |

### Gemellaggi
- Sonogno[9]

### Altre informazioni amministrative
Ternengo, nonostante il suo territorio orograficamente sia esterno a quello della Valle del Cervo, fece parte a cominciare dal 1973 della Comunità montana Bassa Valle Cervo. Tale comunità montana fu in seguito accorpata dalla Regione Piemonte con la Comunità montana Alta Valle Cervo, andando a formare la  Comunità Montana Valle Cervo, anch'essa successivamente soppressa insieme alle altre comunità montane piemontesi.